# Константа на Дирак
Константата на Дирак или още редуцираната константа на Планк {\displaystyle \hbar \equiv h/2\pi } е фактор на пропорционалност между ъгловата честота {\displaystyle \omega =2\pi \nu } на фотона и неговата енергия: {\displaystyle E=\hbar \omega ,} където {\displaystyle h} е константата на Планк.
Числовата стойност на константата на Дирак е
{\displaystyle \hbar \equiv {\frac {h}{2\pi }}=1,054\ 571\ 628(53)\times 10^{-34}} J{\displaystyle \cdot }s
Както и константата на Планк, константата на Дирак е свързана с действието E{\displaystyle \cdot }t на вълновия процес, но за разлика от константата на Планк, която представлява числената стойност на действието за един цикъл (един херц), константата на Дирак ни дава числената стойност на действието за един радиан.